# Városföld vasútállomás
Városföld vasútállomás egy Bács-Kiskun vármegyei vasútállomás, Városföld településen, melyet a MÁV üzemeltet. A névadó település belterületének nyugati szélén helyezkedik el, közúti elérését csak önkormányzati utak biztosítják.

## Története
2005-ig Városföld vasútállomás forgalmi szempontból a szegedi vasútvonal legproblémásabb pontja volt. Ennek oka az volt, hogy az állomás az egyvágányú szegedi vonal két leghosszabb állomásköze (Kecskemét–Városföld: 11,7 km; Városföld–Kiskunfélegyháza 13,7 km) között található. Városföldön 2005-öt megelőzően rendszeresek voltak a forgalmi zavarok, torlódások, félreállított vonatok. A helyzetet a vasútvonal 2000-es évek közepén lezajlott átépítése oldotta meg, amikor Kecskemét és Kiskunfélegyháza között is 100-ról 120 km/h-ra emelték a pályasebességet, a Városföld-Kiskunfélegyháza szakaszt pedig kétvágányúra bővítették. Ekkor épült az állomás két magasperonja is.

## Vasútvonalak
Az állomást az alábbi vasútvonalak érintik:
- Cegléd–Szeged-vasútvonal

## Kapcsolódó állomások
A vasútállomáshoz az alábbi állomások vannak a legközelebb:
- Kecskemét vasútállomás (Cegléd vasútállomás, Cegléd–Szeged-vasútvonal)
- Kunszállás megállóhely (Szeged vasútállomás, Cegléd–Szeged-vasútvonal)

## Forgalom
| Járat             | Útvonal | Gyakoriság            |
| ----------------- | --- | --------------------- |
| személyvonat      | Kiskunfélegyháza → Kunszállás → Városföld → Kecskemét | Napi 1 Kecskemét felé |
| Kiskun InterRégió | Baja – Bácsbokod-Bácsborsód – Almás – Bácsalmás – Mélykút – Jánoshalma – Erdőszél – Kunfehértó – Kiskunhalas – Harkakötöny – Tajó – Kiskunmajsa – Jászszentlászló – Galambos – Kiskunfélegyháza – Kunszállás – Városföld – Kecskemét                                                                                 | 2 óránként            |
| sebesvonat        | Budapest-Nyugati – Zugló (→ Kőbánya alsó) – Kőbánya-Kispest – Ferihegy (← Üllő) (→ Monor → Monorierdő → Pilis → Albertirsa → Ceglédbercel → Ceglédbercel-Cserő → Budai út) – Cegléd – Nyársapát – Nagykőrös (← Katonatelep) – Kecskemét – Városföld (← Kunszállás) – Kiskunfélegyháza – Kistelek – Szatymaz – Szeged | Napi 1 pár            |
| Napfény InterCity | Budapest-Nyugati – Zugló – Kőbánya-Kispest – Ferihegy (← Üllő) – (Monor →) (← Monorierdő) – (Pilis → Albertirsa →) Cegléd – (Nyársapát →) Nagykőrös – (Katonatelep →) Kecskemét – Városföld – (Kunszállás →) Kiskunfélegyháza (← Selymes ← Petőfiszállás)– Kistelek – Szatymaz – Szeged                              | Napi 1 pár            |